# Evan Mobley
Evan Mobley (San Diego, California, 18 de junio de 2001) es un jugador de baloncesto estadounidense que pertenece a la plantilla de los Cleveland Cavaliers de la NBA. Con 2,11 metros de estatura, juega en la posición de ala-pívot. Es hermano menor del también jugador profesional, Isaiah Mobley.

## Trayectoria deportiva

### Universidad
Jugó una temporada con los Trojans de la Universidad del Sur de California, en la que promedió 16,4 puntos, 8,7 rebotes, 2,9 tapones y 2,4 asistencias por partido. Al término de la temporada se hizo con los galardones de Jugador del Año, mejor defensor y mejor novato de la Pacific-12 Conference, e incluido en sus respectivos mejores quintetos. Se convirtió en el segundo jugador de una major conference en ganar los tres galardones en el mismo año, uniéndose a Anthony Davis, que lo logró en la Southeastern Conference en 2012.
El 16 de abril de 2021, Mobley se declaró elegible para el draft de la NBA, renunciando a su elegibilidad universitaria restante.

#### Estadísticas
|  | Líder de la NCAA División I |

| Año     | Equipo | PJ | PT | MPP  | %TC  | %3P  | %TL  | RPP | APP | ROB | TPP | PPP  |
| ------- | ------ | -- | -- | ---- | ---- | ---- | ---- | --- | --- | --- | --- | ---- |
| 2020–21 | USC    | 33 | 33 | 33.9 | .578 | .300 | .694 | 8.7 | 2.4 | .8  | 2.9 | 16.4 |

### Profesional
Fue elegido en la tercera posición del Draft de la NBA de 2021 por los Cleveland Cavaliers. Debutó el 20 de octubre de 2021 ante Memphis Grizzlies anotando 17 puntos. El 22 de enero de 2022 ante Oklahoma City Thunder capturó 17 rebotes. Fue elegido rookie del mes de octubre/noviembre de la conferencia Este. El 2 de febrero alcanzó los 29 puntos ante Houston Rockets. El 6 de marzo consiguió 20 puntos y 17 rebotes ante Toronto Raptors. Al término de la temporada fue incluido en el mejor quinteto de rookies.
Al término de su segunda temporada en Cleveland fue incluido en el mejor quinteto defensivo de la NBA.
Durante su cuarto año con los Cavs, el 7 de diciembre de 2024 ante Charlotte Hornets, consigue 41 puntos, la máxima anotación de su carrera. Fue nombrado defensor del mes de diciembre de la conferencia Este. A finales de enero de 2025 se anunció su participación como reserva en el All-Star Game, siendo la primera nominación de su carrera. De nuevo recibió el galardón de defensor del mes de la conferencia Este, en esta ocasión de febrero. Al finalizar la temporada regular recibió el galardón al Mejor Defensor de la NBA.

## Estadísticas de su carrera en la NBA

### Temporada regular
| Año      | Equipo    | PJ  | PT  | MPP  | %TC  | %3P  | %TL  | RPP | APP | ROB | TPP | PPP  |
| -------- | --------- | --- | --- | ---- | ---- | ---- | ---- | --- | --- | --- | --- | ---- |
| 2021-22  | Cleveland | 69  | 69  | 33.8 | .508 | .250 | .663 | 8.3 | 2.5 | .8  | 1.7 | 15.0 |
| 2022-23  | Cleveland | 79  | 79  | 34.4 | .554 | .216 | .674 | 9.0 | 2.8 | .8  | 1.5 | 16.2 |
| 2023-24  | Cleveland | 50  | 50  | 30.6 | .580 | .373 | .719 | 9.4 | 3.2 | .9  | 1.4 | 15.7 |
| 2024-25  | Cleveland | 71  | 71  | 30.5 | .557 | .370 | .725 | 9.3 | 3.2 | .9  | 1.6 | 18.5 |
| Total    | Total     | 269 | 269 | 32.5 | .548 | .315 | .694 | 9.0 | 2.9 | .8  | 1.6 | 16.4 |
| All-Star | All-Star  | 1   | 0   | 8.0  | .750 | .000 | —    | .0  | 1.0 | .0  | .0  | 6.0  |

### Playoffs
| Año   | Equipo    | PJ | PT | MPP  | %TC  | %3P  | %TL  | RPP  | APP | ROB | TPP | PPP  |
| ----- | --------- | -- | -- | ---- | ---- | ---- | ---- | ---- | --- | --- | --- | ---- |
| 2023  | Cleveland | 5  | 5  | 37.5 | .458 | .000 | .625 | 10.0 | 2.0 | .6  | 1.2 | 9.8  |
| 2024  | Cleveland | 12 | 12 | 35.2 | .555 | .278 | .694 | 9.3  | 2.3 | .8  | 2.2 | 16.0 |
| 2025  | Cleveland | 8  | 8  | 32.1 | .586 | .452 | .840 | 8.1  | 1.6 | 1.1 | 1.0 | 17.1 |
| Total | Total     | 25 | 25 | 34.6 | .548 | .380 | .739 | 9.0  | 2.0 | .9  | 1.6 | 15.1 |